# American Airlines
American Airlines, coneguda per les sigles AA, és una aerolínia internacional dels Estats Units d'Amèrica. Les seves oficines principals estan a Fort Worth, Texas. És l'aerolínia internacional més gran del món per passatgers transportats i per la dimensió de la flota.

## Història
American Airlines es va constituir el maig de 1934 provinent de American Airways, companyia fundada el 1930 per Aviation Corporation (AVCO) per tal d'unificar les operacions de cinc companyies controlades per AVCO, els orígens de les quals es remuntaven a 1926. Durant els primers anys 30 va dependre molt del transport de correu i va patrocinar el desenvolupament del DC-3 per desenvolupar vols amb passatgers.
Després de la Segona Guerra Mundial, American va contribuir a diferent projectes importants d'avions comercials com el Convair 240 i 990, el Douglas DC-7 i DC-10 o el Lockheed Electra. El 1942 l'empresa va iniciar els vols internacionals amb les línies a Toronto i Mèxic i a partir de 1945 va començar a funcionar una divisió transatlàntica anomenada American Overseas Airlines amb vols a diferents països d'Europa però al setembre de 1950 es va vendre a Pan American. Posteriorment, l'any 1971, va absorbir Trans Caribbean Airways començant així els seus vols a la zona del Carib.
Duu a terme vols comercials a l'interior dels EUA, així com cap al Canadà, Amèrica del Sud, Carib, Europa, Japó, Xina, Índia i Aràbia. pertany al grup AMR corp i el seu president i CEO és Gerard Arpey. La companyia va absorbir el 2001 a la TWA, que havia entrat en fallida. Actualment és membre fundador de l'aliança d'aerolínies Oneworld.
American arriba a 157 ciutats excloent les associacions amb altres aerolínies (actualitzat a febrer 2007), amb una flota de 672 aeronaus. Duu més passatgers entre EUA i Amèrica Llatina (12.1 milions en el 2004) que qualsevol altra aerolínia.
A partir del 25 d'abril de 2008 aquesta aerolínia gegant ofereix un vol directe entre l'aeroport de Barcelona (LEBL) i el John F. Kennedy (KJFK) amb un aparell Boeing 777-200ER (versió de llargues distàncies). La disponibilitat del lloc web d'American Airlines està disponible des de fa poc en llengua catalana.
Al final de 2011 la companyia va patir una crisi i va anunciar que suspendria els pagaments però que mantindria els seus vols.

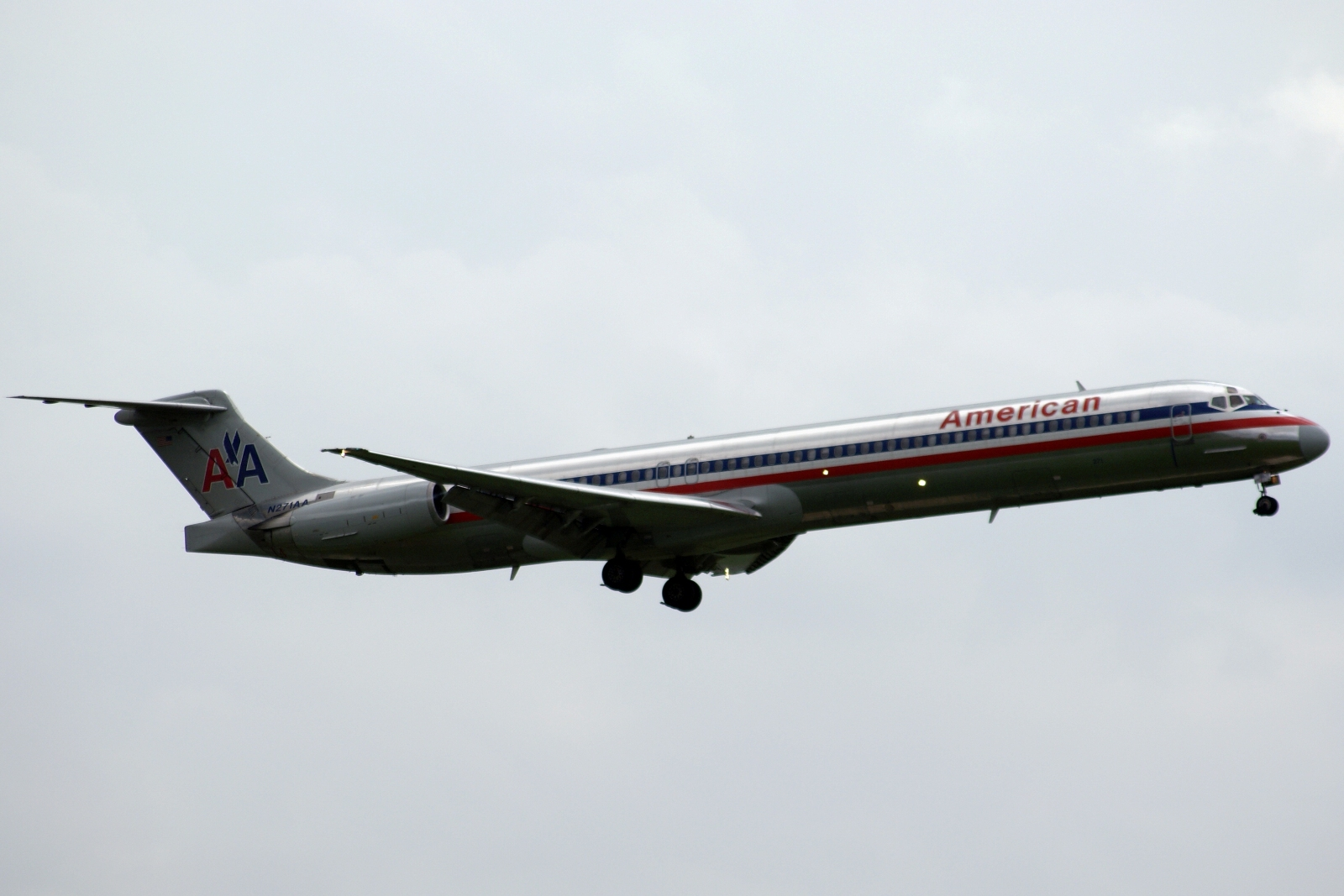
McDonnell Douglas MD-82 d'American Airlines.
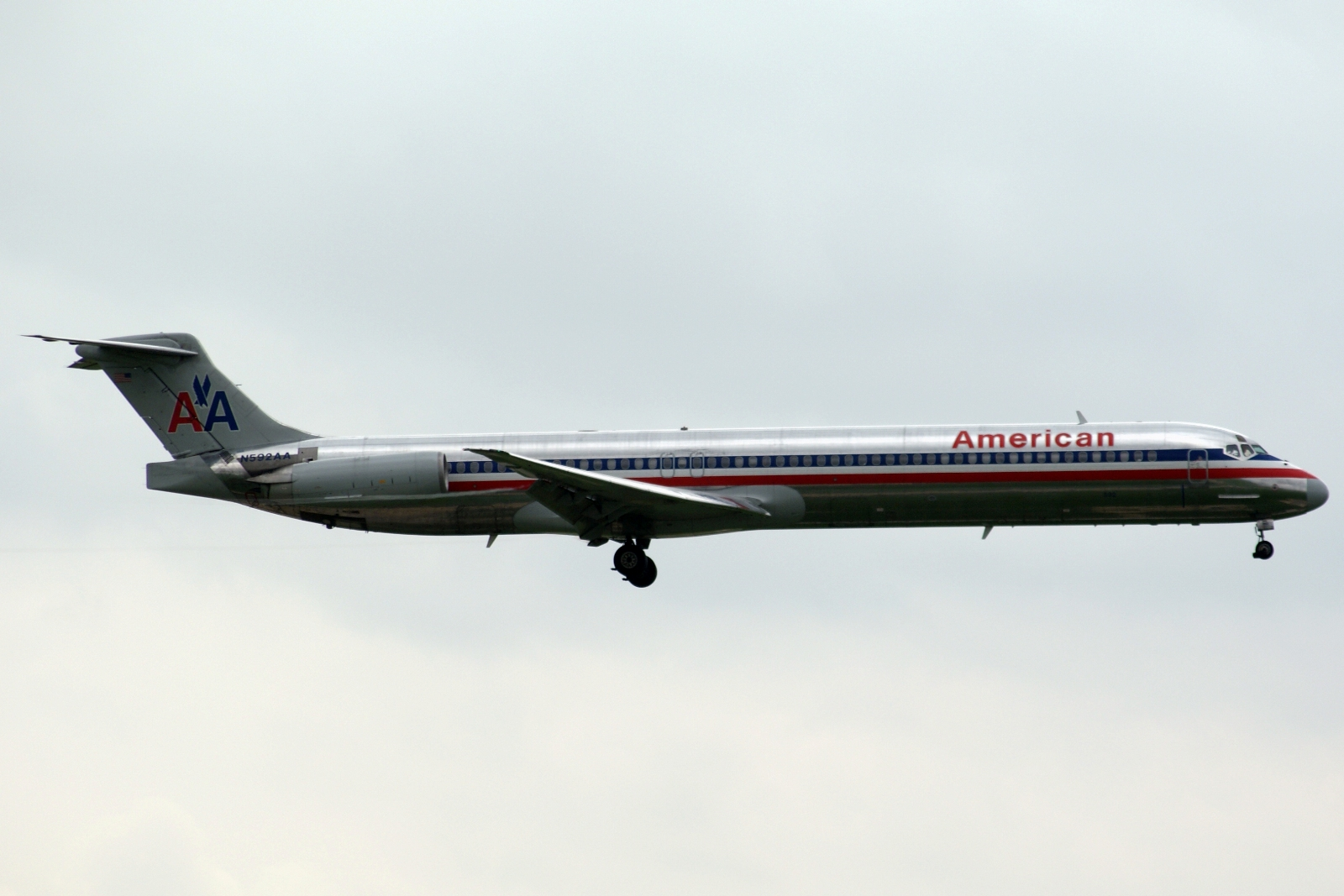
McDonnell Douglas MD-83 d'American Airlines.
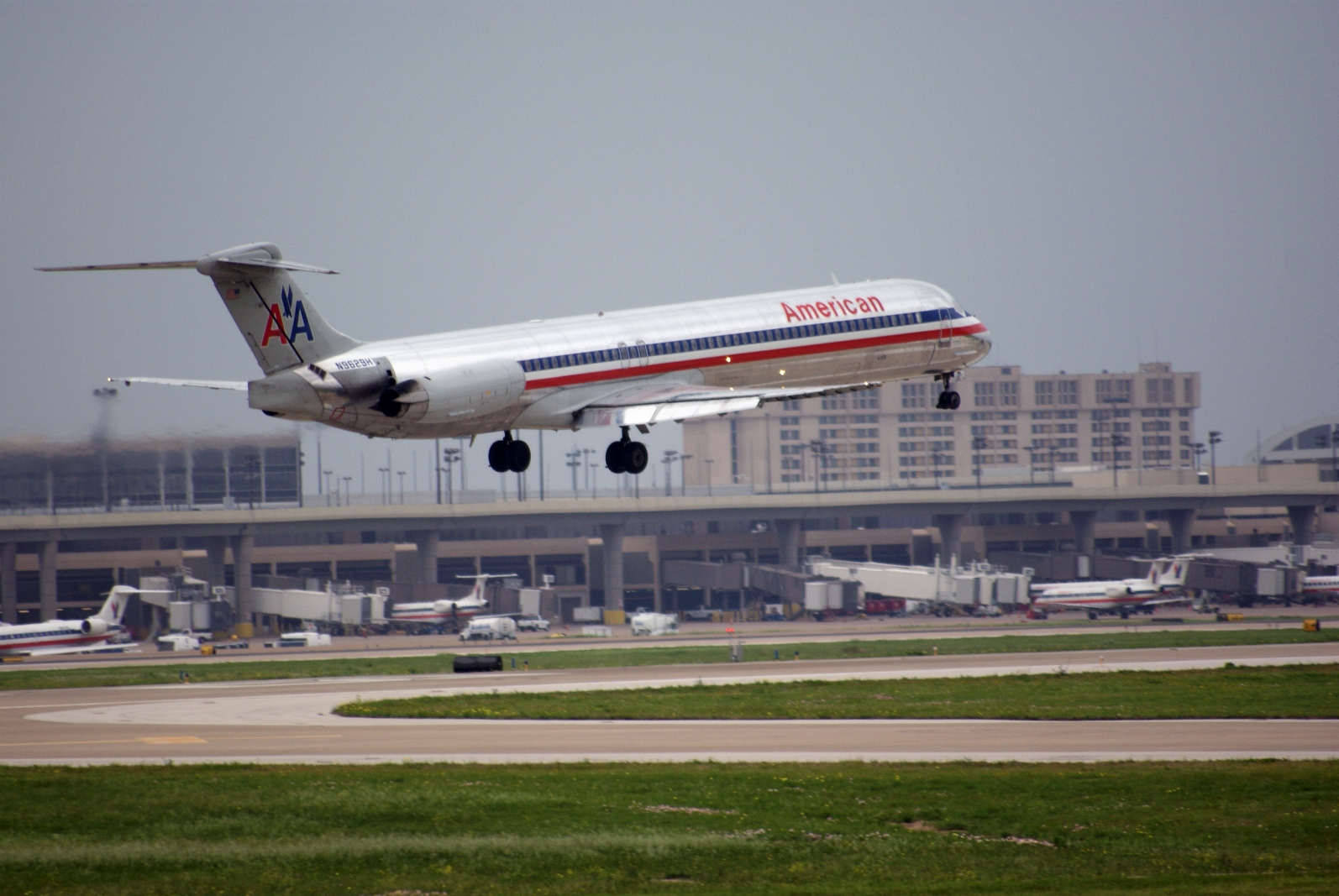
McDonnell Douglas MD-83 d'American Airlines en aproximació final al Aeroport Internacional Dallas-Fort Worth.
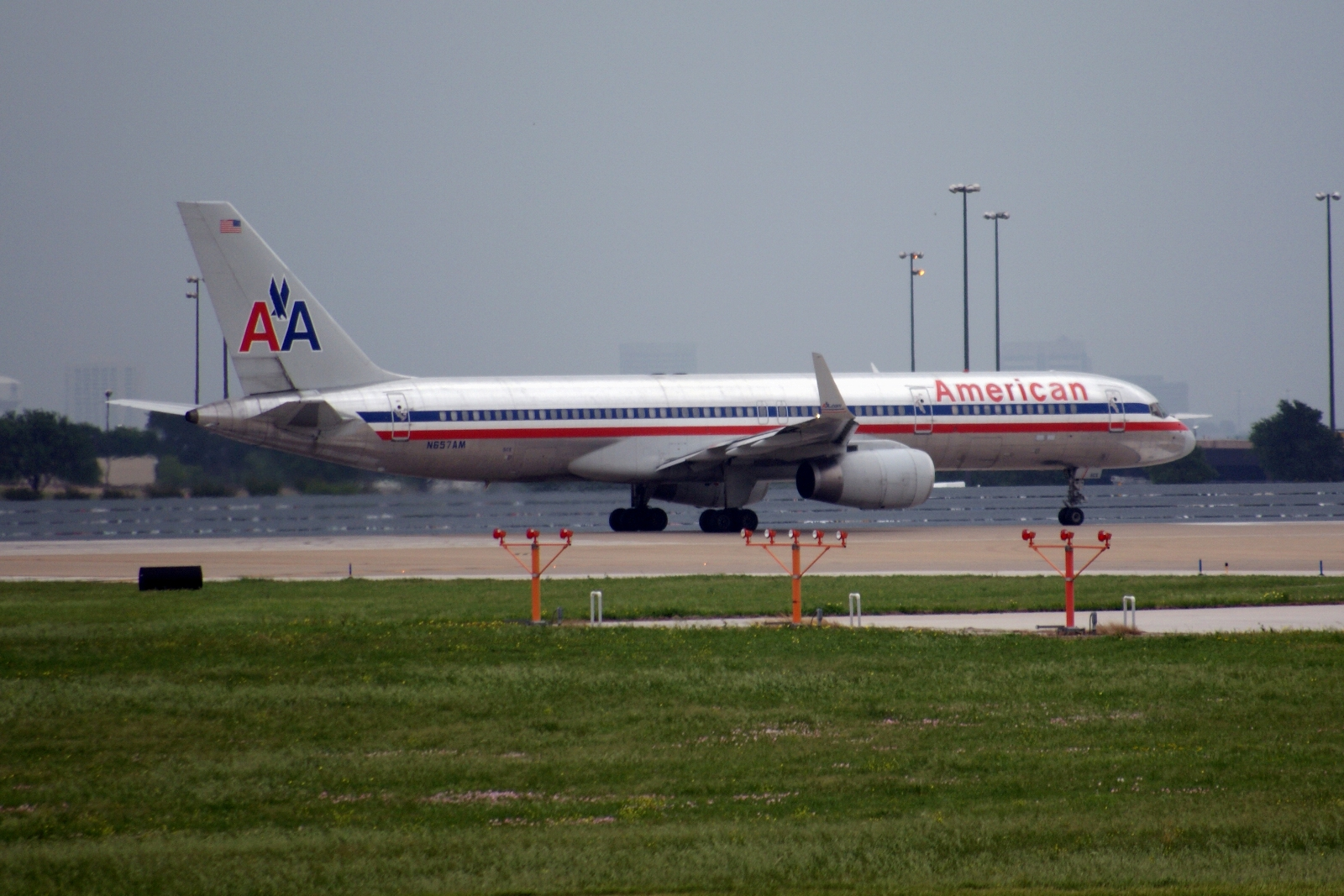
Boeing 757-223 d'American Airlines.
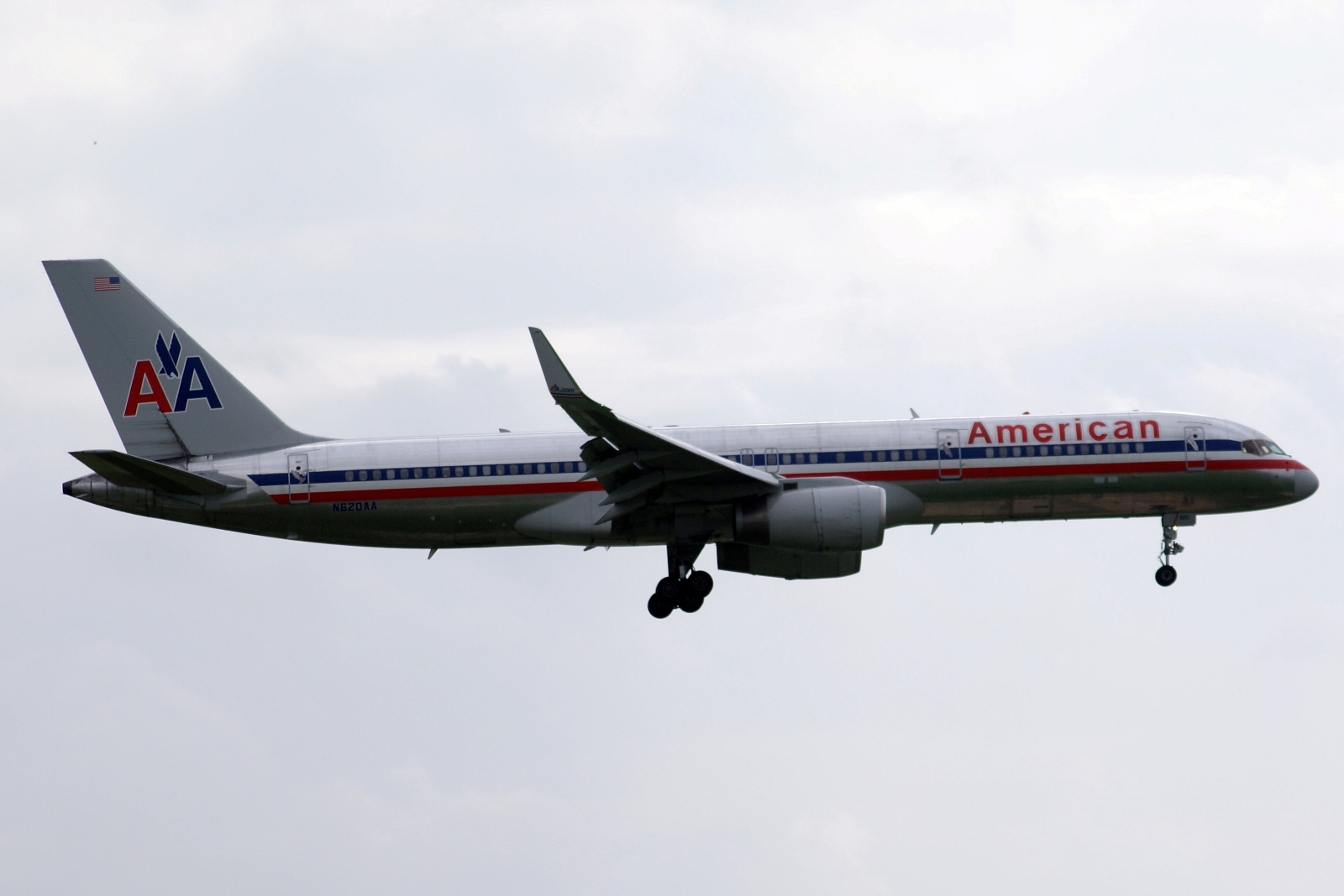
Boeing 757-223 d'American Airlines.
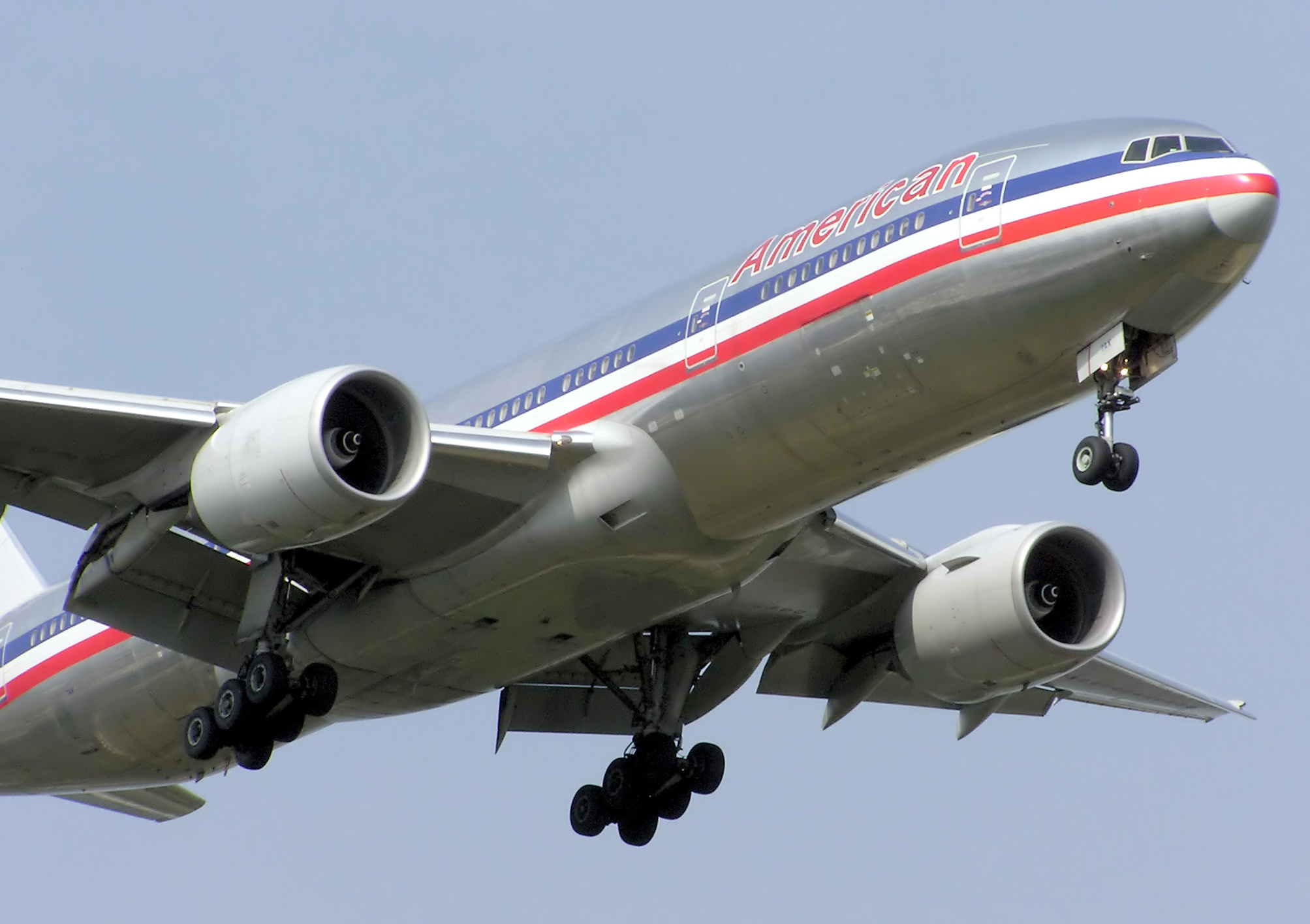
Un Boeing 777 d'American Airlines.

## Flota
American Airlines
- Boeing 777
- Boeing 767
- Airbus A300-600
- McDonnell Douglas MD-80
- Boeing 737-800
- Boeing 757
- Fokker F-100

American Eagle
- Bombardier Regional Jet CRJ-700
- ERJ-145
- ERJ-140
- ERJ-135
- ATR 72 - Super ATR
- ATR 42
- SAAB 340